# 熊野神社 (横浜市鶴見区)
熊野神社（くまのじんじゃ）は、神奈川県横浜市鶴見区にある神社である。横浜熊野神社（よこはまくまのじんじゃ）とも称する。

## 祭神
- 国常立尊
- 伊邪那岐命
- 伊邪那美命

## 歴史
弘仁年間（810年～824年）に熊野本宮大社から勧請したと伝わる。権現、熊野社と呼ばれ、遍照院が別当寺であった。
鶴見川や六郷川の洪水によりたびたび社殿が毀損、街道整備で幾度か遷座し、明治5年（1872年）に東海道線敷設のため元宮付近から八幡神社のあった当地へ遷座、現在に至る。
大正8年（1919年）神饌幣帛料供進社に指定。関東大震災では社殿倒壊するも復興する。

## 社殿・境内
本殿、拝殿、手水鉢
- 摂末社：八幡神社、稲荷神社、神明社、五社大神、大鳥神社

## 祭事・年中行事
- 例大祭：8月第一土曜日日曜日

## 所在地・交通
神奈川県横浜市鶴見区市場東中町9-21
- 京急本線鶴見市場駅から徒歩1分